# Neotoma angustapalata
Neotoma angustapalata é uma espécie de roedor da família Cricetidae.
Apenas pode ser encontrada no México.